# Gersbach (Mitteleschenbach)

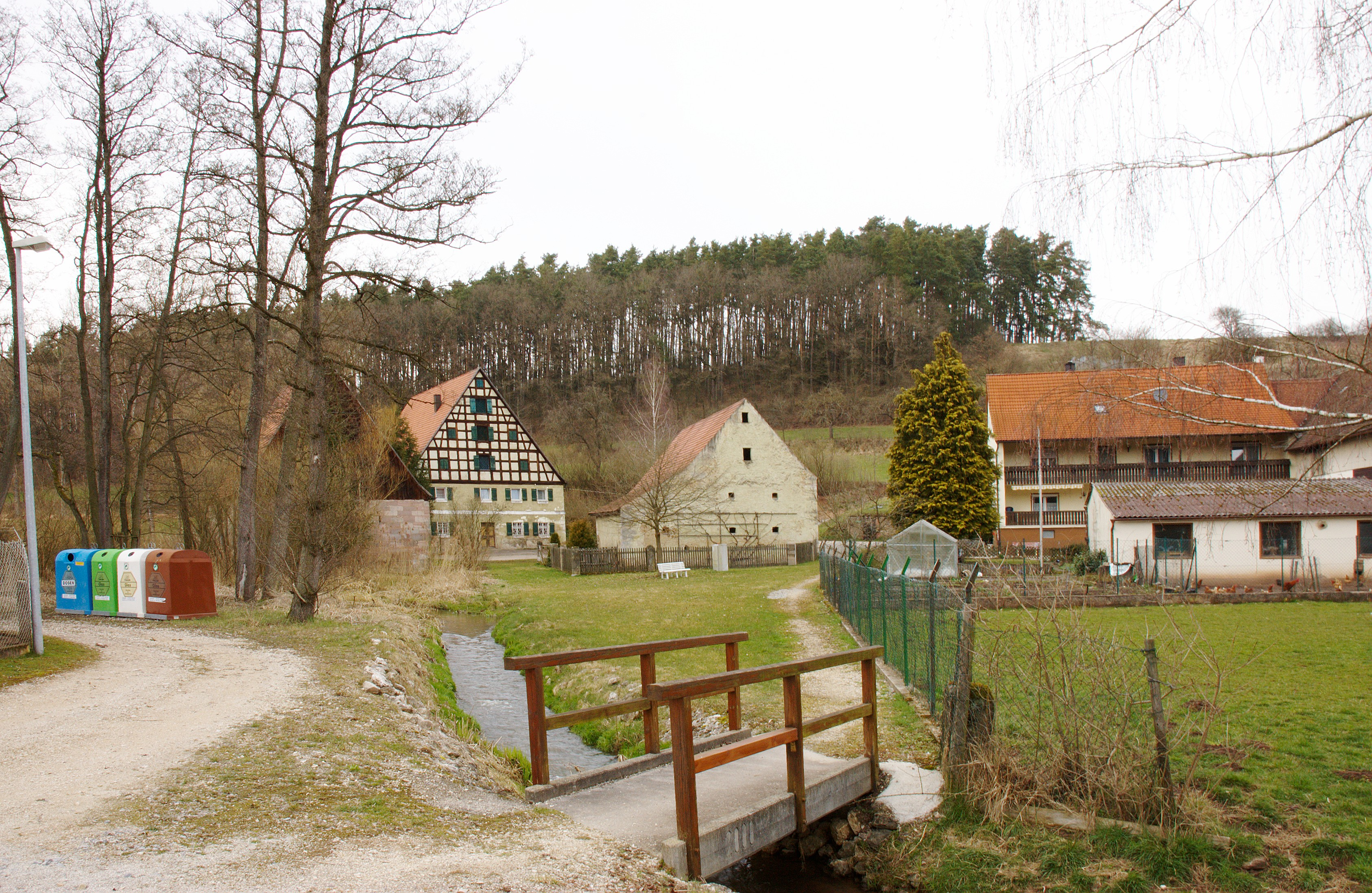
Gersbach

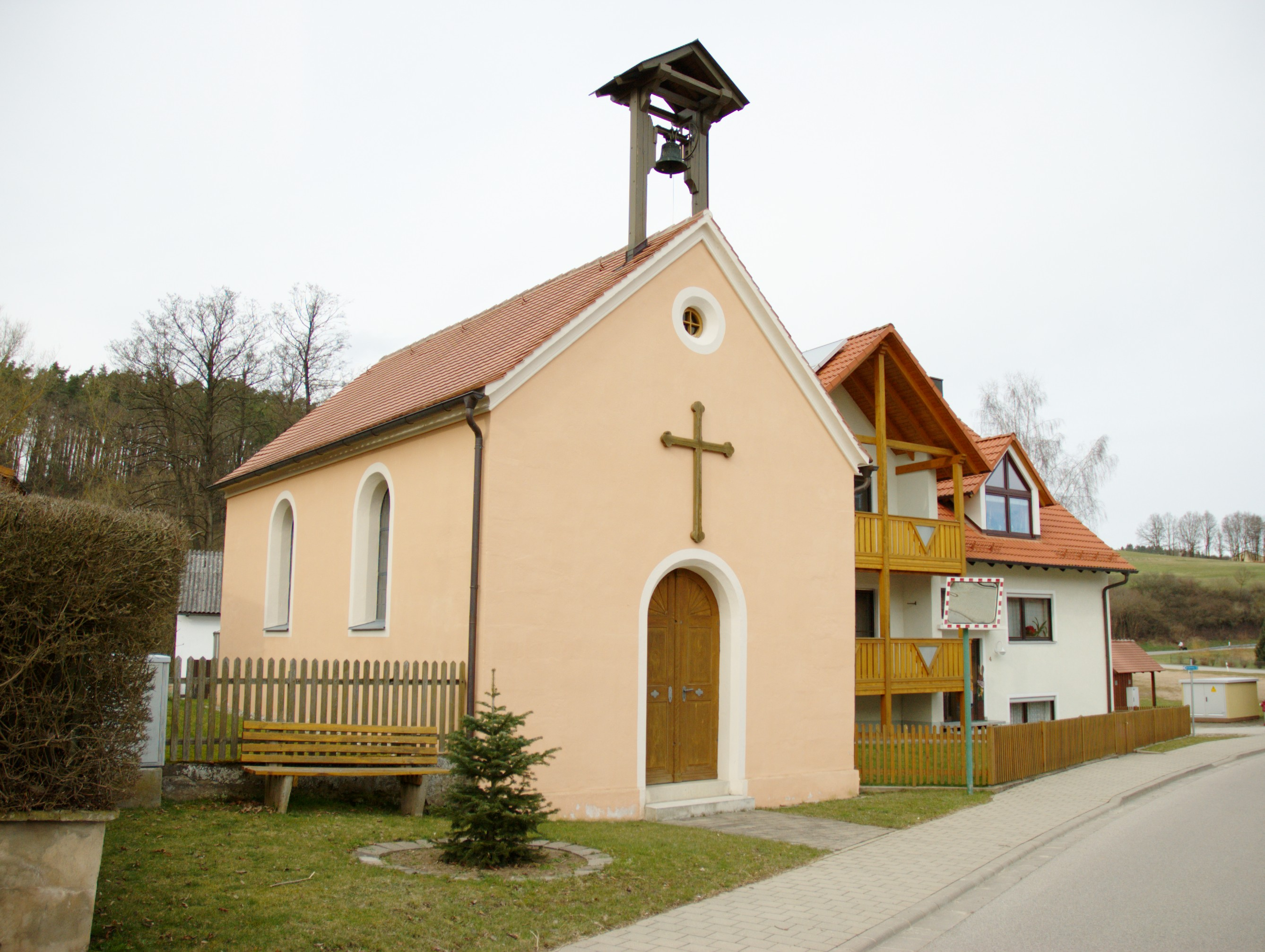
Kapelle zum Gekreuzigten Heiland

Gersbach (fränkisch: Gäaschba) ist ein Gemeindeteil der Gemeinde Mitteleschenbach im Landkreis Ansbach (Mittelfranken, Bayern). Gersbach liegt in der Gemarkung Mitteleschenbach.

## Geografie
Durch das Dorf fließt der Erlbach, der ein rechter Zufluss der Fränkischen Rezat ist, und der Altbach mündet im Ort als rechter Zufluss des Erlbachs. Im Nordosten grenzt das Waldgebiet Kummerstall an. 0,25 km südlich liegt der Haselmühlweiher. Durch den Ort verläuft die Kreisstraße AN 15, die nach Mitteleschenbach (1,5 km südlich) bzw. nach Windsbach zur Staatsstraße 2223 führt (2,5 km nördlich).

## Geschichte
Der Ort wurde 1272 als „Gerwigesdorf“ erstmals urkundlich erwähnt. 1283 schenkte Albrecht Rindsmaul zu Wernfels dem Kloster Heilsbronn „Gerrichsdorf“, das zu dieser Zeit aus 1 Hube, 2 Lehen, 1 Fischwasser und 1 Mühle bestand. 1287 tauschte der Eichstätter Bischof Reinboto mit dem Kloster dessen Besitzungen in „Gerichsdorf“ gegen bischöfliche Besitzungen in Mörlach. Der Ortsname hat als Bestimmungswort den Personennamen „Gērrīch“ bzw. „Gērwīg“. Eine Person dieses Namens ist als Gründer der Siedlung anzunehmen.
Laut dem Salbuch des Hochstifts Eichstätt, das um 1300 aufgestellt wurde, gab es in Gersbach 6 Anwesen (2 Lehen, 1 Hube und 3 Mühlen).
Im 16-Punkte-Bericht des Oberamts Windsbach aus dem Jahr 1608 wurden für Gersbach 4 Mannschaften verzeichnet: die 2 Höfe und 2 Mühlen unterstanden dem Kastenamt Spalt. Außerdem gab es ein Gemeindehirtenhaus. Das Hochgericht übte das brandenburg-ansbachische Kasten- und Stadtvogteiamt Windsbach aus. Dieselben Angaben finden sich eichstättischen Salbuch von 1615. 1665 wurde außerdem noch 1 Sölde aufgeführt. Der Ort, der im Dreißigjährigen Krieg komplett abgebrannt wurde, war zu diesem Zeitpunkt noch verödet.
In den Vetterschen Beschreibung des Oberamts Windsbach von 1732 wurden für „Gehrsbach“ 2 Mühlen, 2 Höfe und 1 Gütlein verzeichnet, die alle dem Kastenamt Spalt unterstanden. Das Hochgericht und die Dorf- und Gemeindeherrschaft übte das Kasten- und Stadtvogteiamt Windsbach aus.
Gegen Ende des 18. Jahrhunderts bildete Gersbach mit Hasel- und Neumühle eine Realgemeinde bestehend aus 5 Anwesen (1 Hof, 2 Halbhöfe, 2 Mühlen). Das Hochgericht übte das Kasten- und Stadtvogteiamt Windsbach aus. Die Dorf- und Gemeindeherrschaft sowie die Grundherrschaft über die Anwesen hatte das Kastenamt Spalt inne. Neben den Anwesen gab es noch ein Gemeindehirtenhaus. Von 1797 bis 1808 unterstand der Ort dem Justiz- und Kammeramt Windsbach.
Im Rahmen des Gemeindeedikts wurde Gersbach dem 1808 gebildeten Steuerdistrikt Mitteleschenbach und der 1810 gegründeten Ruralgemeinde Mitteleschenbach zugeordnet.

### Baudenkmäler
- Bedeutendstes Bauwerk des Ortes ist die Kapelle Zum Gekreuzigten Heiland, die einst als Wallfahrtskapelle der Pfarreien Ornbau, Arberg, Großenried und Herrieden diente. In den Jahren 2001 und 2002 wurde sie saniert.[19]
- Haus Nr. 6: Wohnstallhaus[19]

### Einwohnerentwicklung
| Jahr      | 001818 | 001840 | 001861 | 001871 | 001885 | 001900 | 001925 | 001950 | 001961 | 001970 | 001987 | 002022 |
| Einwohner | 32     | 43     | 52     | 65     | 76     | 88     | 70     | 105    | 70     | 73     | 59     | 43     |
| Häuser    | 5      | 6      |        |        | 10     | 12     | 13     | 14     | 15     |        | 15     |        |
| Quelle    | [ 21 ] | [ 22 ] | [ 23 ] | [ 24 ] | [ 25 ] | [ 26 ] | [ 27 ] | [ 28 ] | [ 29 ] | [ 30 ] | [ 31 ] | [ 1 ]  |

## Religion
Der Ort ist römisch-katholisch geprägt und bis heute nach St. Nikolaus (Mitteleschenbach) gepfarrt. Die Einwohner evangelisch-lutherischer Konfession sind nach St. Margareta (Windsbach) gepfarrt.

## Wasserwerk
Als sich zum Ende des 19. Jahrhunderts die Ansbacher Quellen als zu unergiebig und als zu verunreinigt erwiesen, um die Trinkwasserversorgung der Stadt auch künftig zu gewährleisten, entschloss sich die Stadt zu einer auswärtigen Wasserzuführung. 1896 beschloss der Rat, das Wasser aus den Quellen bei der Gersbacher Mühle über die Entfernung von 25 km und einen Höhenunterschied von etwa 100 m in die Stadt zu leiten. Ausschlaggebend war neben der Wassermenge von 50 Litern/Sekunde auch die Reinheit und der gute Geschmack.
Der Nürnberger Wasserbauingenieur Heinrich Kullmann erhielt 1898 den Auftrag zur Errichtung des Wasserwerkes in Gersbach, das über eine Hochdruckwasserleitung Ansbach beliefern sollte. Für den Bau waren 1,5 Millionen Goldmark veranschlagt.
Das Wasser wurde aus zwölf Quellen gezapft; nötige Stollen wurden durch italienische Bergleute vorgetrieben. Im Gersbach entstand eine Aufbereitungsanlage, deren Schornstein weithin sichtbar ist. Über eine Leitung mit 275/225 mm Nennweite wurde das Wasserwerk mit dem zeitgleich in Ansbach errichteten Hochbehälter für 1800 m³ Wasser verbunden. Nach seiner Fertigstellung im November 1900 versorgte das Wasserwerk 1184 Haushalte in Ansbach mit Trinkwasser.
Da sich das Wasserwerk auf Grund des stetig steigenden Trinkwasserbedarfs bald als nicht mehr ausreichend erwies, wurden während des Ersten Weltkrieges zwischen 1915 und 1917 unter Einsatz von Kriegsgefangenen die Anlagen weiter ausgebaut und neue Brunnen gefasst. 
Nach dem Zweiten Weltkrieg führte der Bevölkerungszuwachs der Stadt Ansbach zu Wassermangel und trotz erneuter Erweiterung war das Gersbacher Wasserwerk 1960 an die Grenzen seiner Leistungsfähigkeit gelangt. Die Trockenheit des Jahres 1963 führte schließlich zur Errichtung eines weiteren Wasserwerks in Schlauersbach, das 1966 in Betrieb ging.
Seit dem Jahre 2004 erfolgt am Rande von Gersbach der Neubau eines Wasserwerkes der Stadtwerke Ansbach, das im Jahre 2007 fertiggestellt werden und das alte ersetzen soll.

## Sonstiges
Durch Gersbach verläuft der Wanderweg Stilla-Weg von Wolframs-Eschenbach nach Abenberg.
Eine von Mitteleschenbach über das Drudenbrünnlein und den Haselmühlweiher kommende Radwanderroute führt über Gersbach am Erlbach abwärts zur Kugelmühle. 
In Gersbach befindet sich ein Damwildgehege.